# Phonarellus
Phonarellus is een geslacht van rechtvleugeligen uit de familie krekels (Gryllidae). De wetenschappelijke naam van dit geslacht is voor het eerst geldig gepubliceerd in 1983 door Gorochov.

## Soorten
Het geslacht Phonarellus omvat de volgende soorten:
- Phonarellus afganicus Gorochov, 1983
- Phonarellus erythrocephalus Serville, 1838
- Phonarellus flavipes Xia, Liu & Yin, 1991
- Phonarellus humeralis Walker, 1871
- Phonarellus minor Chopard, 1959
- Phonarellus nitidus Gorochov, 1992
- Phonarellus ritsemae Saussure, 1877
- Phonarellus kareni Otte, Toms & Cade, 1988
- Phonarellus lucens Walker, 1869
- Phonarellus mistshenkoi Gorochov, 1983
- Phonarellus miurus Saussure, 1877